# Ambasada Rzeczypospolitej Polskiej w Republice Kostaryki
Ambasada Rzeczypospolitej Polskiej w Republice Kostaryki (hisz. Embajada de la República de Polonia en San José) – polska misja dyplomatyczna w stolicy Kostaryki.
Polska i Kostaryka nawiązały stosunki dyplomatyczne w 1933, wznowiły je w 1946 (w okresie prezydentury związanego z Polską Teodoro Picado Michalskiego). Z inicjatywy Kostaryki w 1972 podniesiono szczebel przedstawicielstw dyplomatycznych do rangi ambasad. Placówka istniała w latach 1990–2008. Została zamknięta w związku z poszukiwaniem oszczędności. Jej roczne utrzymanie wynosiło przeszło 1 mln zł. W 2008 ambasadę w Warszawie zamknęła także Kostaryka.
W Kostaryce funkcjonuje konsulat kierowany przez konsula honorowego Bary Roberts Strachan.